# GuixSD
Guix System Distribution ("distribució de sistema Guix"), abreujat GuixSD és una distribució de GNU/Linux centrada en el gestor de paquets GNU Guix Com a nucli, actualment utilitza Linux-libre, però s'està treballant perquè en el futur també pugui utilitzar GNU Hurd. El 3 de febrer del 2015, aquesta distribució es va afegir a la llista de distribucions lliures de GNU/Linux de la Free Software Foundation.

## GNU Guix
GuixSD es basa en GNU Guix, un gestor de paquets i de configuracions del sistema que és purament funcional i que es deriva de Nix. Totes les receptes de paquet, així com la configuració sencera del sistema, s'escriuen en llenguatges dedicats declaratius basats en Guile Scheme, la implementació de GNU Guile del llenguatge Scheme.

## GNU Shepherd
Com a sistema d'inicialització, GuixSD utilitza GNU Shepherd, que també és desenvolupat pel projecte Guix i utilitza GNU Guile. Abans es deia "dmd" ("Daemon managing Daemons" o "Daemons-managing Daemon": "dèmon que gestiona dèmons"). Es va dissenyar per funcionar amb GNU Hurd, però després GuixSD el va adoptar.